# ECM Records
ECM Records («Издание Современной Музыки» от англ. Edition of Contemporary Music) — независимый немецкий лейбл звукозаписи, который специализируется на джазовой и академической музыке. 
Хотя большинство музыкантов, выпускающихся на лейбле, обычно не придерживаются строгих стилевых рамок, компания прочно ассоциируется с особым, часто «минималистичным», узнаваемым звучанием, на стыке джаза, академической музыки и эмбиента. 
В числе самых заметных артистов лейбла — Чик Кориа, Ян Гарбарек, Стив Райх, Гэри Бёртон, Арво Пярт, Лестер Боуи, Мередит Монк , Кит Джарретт, Ральф Таунер, ансамбль «Орегон» и другие. 
Девизом лейбла являются слова, написанные о нём в канадском джазовом журнале CODA: «Самый красивый звук кроме тишины» (от англ. The Most Beautiful Sound Next to Silence).
Компания звукозаписи также известна своим неординарным подходом к оформлению музыкальных альбомов: дизайн обложек не раз отмечали на различных художественных и музыкальных фестивалях и конкурсах. Публицист Ларс Мюллер выпустил два альбома (Sleeves of Desire и Windfall Light) с лучшими обложками лейбла. 
Об истории лейбла неоднократно писал продюсер Стив Лейк.

## История
Немецкий продюсер Манфред Айхер открыл собственный музыкальный лейбл ECM Records в Мюнхене в 1969 году. Первой пластинкой был альбом Мэла Уолдрона Free at last. В течение десяти лет основными артистами лейбла являлись Кит Джарретт, Терье Рипдал, Гэри Бёртон, Арильд Андерсен, Гэри Пикок, Дейв Холланд и другие. Многие из них остались верны компании и в последующем, выпуская релизы только или преимущественно на ECM Records.
В 1984 году в серии The ECM New Series лейбл начал выпускать пластинки академических музыкантов современности (Джона Кейджа, Эллиотта Картера, Стива Райха, Джона Кулиджа Адамса, Харальда Вайсса) и прошлого (Джованни Пьерлуиджи Палестрины, Карло Джезульдо, Томаса Таллиса). Основой для запуска серии послужила работа Tabula Rasa Арво Пярта, который с тех пор стал постоянным резидентом лейбла. В следующие годы компания издавала диски и других современных композиторов, творчество которых тем или иным образом пересекается с музыкальным минимализмом: Мередит Монк, Гии Канчели, Валентина Сильвестрова. 
В этой же серии выпускались и некоторые саундтреки к фильмам Жана-Люка Годара и Тео Ангелопулоса (в частности, лейбл тесно сотрудничает с постоянным композитором фильмов Ангелопулоса Элени Караиндру). 
В то же время на лейбле не разделяют академическое и джазовое направления, что подтверждают записи произведений классических композиторов в исполнении джазовых музыкантов: Кита Джарретта, Джона Сермана, Яна Гарбарека и других.
В 2002 и 2004 годах компания выпускала серии сборников лучших произведений постоянных артистов лейбла под заглавием :rarum.  Так, свет увидели компиляции следующих музыкантов: Кита Джарретта, Яна Гарбарека, Чика Кориа, Гэри Бёртона, Билла Фриселла, группы Art Ensemble of Chicago, Терье Рипдала, Джона Сермана, Бобо Стенсона, Пата Мэтини, Дейва Холланда, Эгберто Гисмонти, Джека Деджонетта, Джона Аберкромби , Карлы Блей, Пола Мотиана, Томаша Станько, Эберхарда Вебера, Арильда Андерсена и Йона Кристенсена. 
В 2012 году в мюнхенском Доме искусства прошла выставка, посвящённая ECM, — A Cultural Archaeology. Она послужила началом для серии концертов артистов лейбла, а также серии кинопоказов работ режиссёров,  связанных с ECM или просто близких им по духу — Жана-Люка Годара, Тео Ангелопулоса, Андрея Тарковского и Ингмара Бергмана. Выставка также была показана в Сеуле.
ECM Records неоднократно признавали лучшим лейблом года: по версии журнала DownBeat (1980, 2008-2010, 2012-2015), по версии Ассоциации джазовых журналистов (2007, 2012-2014), по версии фестиваля MIDEM (2005 и 2007), журналов JazzWeek (2011) и JazzTimes (2013).

## Технические особенности
Основатель лейбла Манфред Айхер со дня его основания не просто решал административные задачи, но и сам выступал в качестве продюсера, помогал музыкантам найти свой собственный стиль. Упор делался не только на технику и манеру исполнения артистов, большое внимание уделялось студийной работе, к которой привлекались талантливые звукоинженеры. Так, более семисот пластинок были записаны в Осло при участии Яна-Эрика Консхауга. 
Типичная программа записи альбома на ECM — два дня работы в студии, один день — на сведение. 

## Связь с кино
На лейбле неоднократно выпускались саундтреки к фильмам известных кинорежиссёров. Основатель компании является не только кинолюбителем, он также выступил в качестве режиссёра, вместе с Хайнцем Бютлером, фильма «Голоцен», по роману  Макса Фриша «Человек появляется в эпоху Голоцена». 
Плодотворный творческий союз сложился между Манфредом Айхером и Годаром, саундтреки к фильмам которого традиционно выходили на ECM, более того, сам Айхер несколько раз выступал в качестве музыкального режиссёра кинолент французского автора, а также таких постановщиков, как Ксавьер Коллер, Кристиан Фрай и Сандра Неттельбек. 
Не менее тесные отношения связывают компанию и греческого композитора Элени Караиндру, автора музыки к значительной части фильмов Тео Ангелопулоса. На лейбле вышли в свет музыкальные композиции к фильмам: «Взгляд Улисса», «Вечность и один день», «Пыль времени». Актёр Бруно Ганц, снимавшийся у Ангелопулоса, записал на ECM Records две пластинки с поэмами Фридриха Гёльдерлина, стихотворениями Томаса Элиота и Йоргоса Сефериса. 
Помимо этого, в разное время на ECM Records выходили диски, посвящённые выдающимся режиссёрам: Re: Pasolini итальянского пианиста Стефано Баталья (в память о Пьере Паоло Пазолини); трубач Томаш Штанко записал альбом Matka Joanna, как дань уважения Ежи Кавалеровичу, ещё одну работу он посвятил польскому композитору Кшиштофу Комеде; саксофонист Луис Склавис издал свои работы к фильму Шарля Ванеля; Кетиль Бьёрнстад написал альбом La Notte под влиянием кинолент Микеланджело Антониони, а в 2014 году Джон Аберкромби записал диск, который содержит аллюзии к фильмам  Альфреда Хичкока; Андрею Тарковскому посвящали свои альбомы французский пианист Франсуа Кутюрье, норвежский саксофонист Ян Гарбарек, композиторы Арво Пярт и Стефан Ковач Тикмайер. 
Определённую связь с кино можно проследить и в художественном материале. Так, буклет одного из альбомов Хиллиард-ансамбля, выпущенный на ECM, содержит фотоматериалы из фильмов Ингмара Бергмана.
Документалисты также не раз обращались к теме создания и развития лейбла. В 1986 году 60-минутную ленту об истории компании и ее артистах снял Ян Хорн, а в 2010 — Питер Гайер и Норберт Вайдмер. В 2014 году вышла документальная картина о жизни и творчестве американского джазмена, артиста ECM Чарльза Ллойда.
На ECM выпускали в разные годы видеодиски с записями концертов Элени Караиндру, Марка Синана, Кита Джарретта и группы Standard Trio

## Советские и российские артисты лейбла
Под маркой ECM выходили пластинки многих российских музыкантов, а также выходцев из СССР, например, Арво Пярта из Эстонии, Гидона Кремера из Латвии  и Валентина Сильвестрова из Украины. 
Список российских музыкантов лейбла: 
- пианист Михаил Альперин
- пианист Алексей Любимов
- пианист Валерий Афанасьев
- мультиинструменталист Аркадий Шилклопер
- виолончелист Мстислав Ростропович
- композитор София Губайдулина
- композитор Борис Йоффе
- Катрина Кримски — американская пианистка русского происхождения

Кроме того, на ECM был издан саундтрек к фильму «Возвращение» Андрея Звягинцева